# Сантьяго-Хокотепек
Сантьяго-Хокотепек (исп. Santiago Jocotepec)  —   населённый пункт и муниципалитет в Мексике, входит в штат Оахака. Население — 12 423 человека (на 2005 год).